# عملية بدر (1985)
عملية بدر عملية هجومية إيرانية جرت أثناء الحرب الإيرانية العراقية ضد العراق، شن الإيرانيون هجومهم في 11 آذار مارس، ونجحوا في الاستيلاء المؤقت على جزء من طريق بغداد–البصرة السريع. غير أن الهجوم المضاد العراقي «معركة تاج المعارك» طرد القوات الإيرانية وأرغمها على الخروج في حرب مستمرة من الجمود الذي لا نهاية له.

## مقدمة
بعد فشل إيران في الاستيلاء على البصرة في عام 1982، أطلقت إيران عملية خيبر في عام 1984 للاستيلاء على طريق بغداد–البصرة السريع. وأسفر ذلك عن معركة الأهوار، وفشلت العملية، لكن إيران خططت لعملية بدر في محاولة أخرى للاستيلاء عليه. وبدون مصادفة، أطلق على العملية اسم النصر العسكري الأول الذي حققه النبي محمد في مكة قبل عدة قرون.
تركز الهدف من الهجوم على السيطرة على طريق بغداد–البصرة السريع، الذي كان حلقة وصل حيوية بين المدينتين الرئيسيتين، ولحركة الإمدادات العسكرية والمركبات العسكرية لدعم وتجديد المدافعين العراقيين في الخطوط الأمامية. وشمل هدف آخر عبور نهر دجلة، الذي سيعزل البصرة عن العراق وسيوجه ضربة نفسية مماثلة إلى البلد. وكانت هذه العملية مماثلة لعملية خيبر، إلا أنها كانت تتألف من تخطيط أعلى بكثير. واستخدمت إيران 100,000 جنديا، و60،000 جندي إضافي. قيمت إيران منطقة الأهوار ووضعت نقاطا مدبرة لإنزال الدبابات. ستقوم إيران أيضا ببناء الجسور العائمة على امتداد الأهوار. وكانت قوات الباسيج مجهزة أيضا بأسلحة مضادة للدبابات.
وجدت إيران نفسها تعيد تنظيم وحدات الباسادران والباسيج إلى قوات أكثر اتساما بالطابع التقليدي ردا على عدد من الإخفاقات في الماضي. وعلى الرغم من أن الإيرانيين كانوا متحمسين للغاية ويفوق عددهم عدد العراقيين، فإنهم يفتقرون إلى التدريب الكافي ويفتقرون إلى المعدات الثقيلة، بما في ذلك المدرعات، والمدفعية، والدعم الجوي لدعم العملية. وفي الوقت نفسه، كانت إيران تعاني أيضا من آثار الحظر الذي تفرضه عملية الصامد الأمريكية. وعلى العكس من ذلك، فإن العراقيين، بقيادة اللواء هشام الفخري، كان لهم ترف الحصول على معدات أفضل، وتدريب أفضل، واستخدام الغاز السام غير المشروع.

## المعركة
في 11 مارس، أرسلت إيران قوة من 100,000 رجل إلى الهجوم على مقربة من جزيرة مجنون؛ وهبطت هذه القوة في القنة، حيث يلازم نهر دجلة الطريق الرئيسي وشنت هجوما عليه، ونجحت في الاستيلاء الجزئي عليه، وفي رده فتح العراق هجوما مضادا بالمدفعية والضربات الجوية والفرق المدرعة من الشمال. وكانت هذه المعركة المرة الأولى التي تستخدم فيها وحدات الحرس الجمهوري كقوات احتياطية. وهاجم الإيرانيون من جزر مجنون، مرة أخرى، العراقيين عن طريق المفاجأة، موجهين ضربة عند الطرف الجنوبي من الفيلق الرابع للجيش العراقي، على جبهة عريضة طولها 12 كيلومترا.
وقد أدت القوة المفرطة للهجوم الإيراني إلى اختراق الخطوط العراقية، حيث قام الحرس الثوري بدعم من الدبابات والمدفعية، باختراق شمال القرنة في 14 مارس. وبعد يومين من الهجوم، توغلت الإيرانيون على مسافة 16 كم (10 ميلا) إلى داخل العراق؛ ووصلت القوات الإيرانية في نفس الليلة إلى نهر دجلة وعبرته باستخدام ثلاثة جسور عائمة، أحدها قادر على دعم المركبات الثقيلة. وبالتالي فقد نجحوا في الاستيلاء على جزء من طريق بغداد–البصرة السريع 8، الذي كان قد تعذر عليهم أثناء عمليات الفجر 5 والفجر 6؛، ومع ذلك، وفي الوقت الذي كان فيه النجاح حليف الإيرانيين، فإنهم أفرطوا بالتوسع بصورة خطيرة، ولا يزالون يعانون من نقص في الدروع.
رد صدام بشن هجمات كيميائية (عامل تابون) على المواقع الإيرانية على طول الطريق السريع وعن طريق إطلاق «حرب المدن» الثانية، بشن حملة جوية وقذائف ضد عشرين مركزا من المراكز السكانية الإيرانية، بما في ذلك طهران. حاول العراقيون أن يتسببوا في خسائر إيرانية كبيرة خلال هذه المعركة بتوجيه قوات مشاتهم إلى مناطق قتل سابقة للمدفعية؛ وقد أُطلق هذا الهجوم المضاد بعد أن وصل الإيرانيون إلى هدفهم.
في ظل اللواء سلطان هاشم أحمد الطائي واللواء جمال زانون (اثنان من أكثر قادتهما مهارة)، أطلق العراقيون هجمات جوية ومدفعية على المواقع الإيرانية، وبترتها، وتلا ذلك هجوم ضخم على الجانب الإيراني، باستخدام المشاة والدبابات الميكانيكية. وقد وصلت هذه المعركة إلى ذروتها عندما أمر صدام حسين باستخدام الهجمات الكيميائية لطرد الإيرانيين؛ وقام العراقيون أيضا بإغراق الخنادق الإيرانية بالأنابيب المصنوعة خصيصا، مما أدى إلى تحويل المياه من نهر دجلة. وفي ظل هذه الضغوط الشديدة اضطر الإيرانيون إلى التراجع. كما ألحقت الطائرات العمودية خسائر فادحة بالقوات المنسحبة، مما أرغمها على العودة إلى أهوار الحويزة وتدمير الجسور العائمة. وبحلول 16 مارس، تراجعت جميع القوات الإيرانية إلى منطقة الأهوار.
بعد مرور وقت قصير على الهجوم الأولي على الطريق السريع، كان من المقرر أن تطلق إيران هجوما تضليليا على منطقة أخرى، ولكنه بدأ متأخرا أكثر مما ينبغي، وهزم أيضا.
ومن ثم طرد الإيرانيون في نهاية المطاف من مواقعهم، واستعاد العراقيون الطريق السريع؛ غير أن هذا الأخير تكبد خسائر ضخمة في الجو نتيجة لذلك. ونجمت عملية بدر عن مقتل 10,000 شخصا في العراق ومقتل 15,000 آخرين في إيران، كما أن الهجمات العراقية المضادة قد تمكنت من إجبار الإيرانيين على العودة إلى خطوطهم السابقة، مما أدى إلى خسائر فادحة في الأرواح تقريبا مثل الإيرانيين.

## الآثار
رداً على عملية بدر، افتتح صدام «الحرب الثانية للمدن» خلال مارس من ذلك العام، فضرب المدن إلى حد بعيد مثل أصفهان، وتبريز، وشيراز، بل وحتى طهران. وقد استجابت إيران بشكل عيني بالهجمات التي شنتها ضد العراق، معظمها بإطلاق قذائف وقذائف متوسطة المدى في ميناء البصرة.
ومع أن إيران لم تنجح بسبب النقص في الدروع والقوة الجوية الإيرانية، فإنها أقنعت القيادة الإيرانية بأن تكتيكاتها ما زالت جيدة، لأنها تمكنت من الوصول إلى العراق إلى هذا الحد. وكان العراقيون مقتنعين أيضا بأن تكتيكاتهم سليمة أيضا. وسيظل ضعف إيران يفتقر إلى المعدات الثقيلة، وسيعاني منها خلال الهجمات العراقية المضادة بالأسلحة الثقيلة.
وبفضل الخبرة المكتسبة خلال هذه المعركة والمعركة السابقة التي دارت في الأهوار، أطلقت إيران عملية الفجر 8 الناجحة، التي استولت على شبه جزيرة الفاو.

## ببليوغرافيا
1. In The Name Of God: The Khomeini Decade, by Robin Wright, Simon and Schuster, 1989
2. The Iran-Iraq War: Chaos in a Vacuum, by Stephen C. Pelletiere, Praeger Publications, New York, NY, 1992.
3. https://books.google.com/books?id=dUHhTPdJ6yIC&printsec=frontcover&source=gbs_atb#v=onepage&q&f=false